# Guilherme Bentes
Guilherme Frederico Feria Bentes (ur. 10 czerwca 1973) – portugalski judoka. Olimpijczyk z Atlanty 1996, gdzie zajął siedemnaste miejsce w wadze lekkiej.
Brązowy medalista mistrzostw świata w 1997; uczestnik zawodów w 1999. Startował w Pucharze Świata w latach 1993, 1995-2002 i 2010. Piąty na mistrzostwach Europy w 1997. Pierwszy na akademickich MŚ w 1998 i drugi w 1996 roku.

## Letnie Igrzyska Olimpijskie 1996
| Konkurencja | Eliminacje             | Eliminacje                 | Klas. końcowa |
| Konkurencja | Przeciwnik I           | Przeciwnik II              | Miejsce       |
| ----------- | ---------------------- | -------------------------- | ------------- |
| 71 kg       | Loris Mularoni (SMR) Z | Wladimer Dgebuadze (GEO) P | 17.           |